# Distretto di Colpas
Il distretto di Colpas è uno degli otto distretti della provincia di Ambo, in Perù. Si trova nella regione di Huánuco e si estende su una superficie di 183.21 chilometri quadrati.